# Taça FPF
A Taça FPF é um torneio  de futebol disputado no Paraná, Brasil, no segundo semestre, a exemplo de outras copas de federações em outros estados, reunindo clubes conforme o desempenho no campeonato paranaense realizado no primeiro semestre.
No ano de 2025 ela voltou a ser disputada, dando ao campeão a vaga na Copa do Brasil do ano seguinte.

## Campeões
| 1ª  | 1998      | Athletico            | Grêmio Maringá | Paraná Clube     | Londrina         |               |               |               |
| 2ª  | 1999      | Grêmio Maringá       | Londrina       | Foz do Iguaçu    | SOREC            |               |               |               |
| —   | 2000–2002 | Não disputada        | Não disputada  | Não disputada    | Não disputada    | Não disputada | Não disputada | Não disputada |
| 3ª  | 2003      | Athletico            | Coritiba       | União Platinense | União Capão Raso |               |               |               |
| —   | 2004–2005 | Não disputada        | Não disputada  | Não disputada    | Não disputada    | Não disputada | Não disputada | Não disputada |
| 4ª  | 2006      | Roma Apucarana       | Iraty          | Portuguesa       | Cianorte         |               |               |               |
| 5ª  | 2007      | J.Malucelli          | Londrina       | Cianorte         | Portuguesa/Cambé |               |               |               |
| 6ª  | 2008      | Londrina             | Cianorte       | Foz do Iguaçu    | Atlético         |               |               |               |
| —   | 2009–2014 | Não disputada        | Não disputada  | Não disputada    | Não disputada    | Não disputada | Não disputada | Não disputada |
| 7ª  | 2015      | Maringá              | Toledo         | Coritiba         | Cianorte         |               |               |               |
| 8ª  | 2016      | Operário Ferroviário | Andraus        | Apucarana Sports | Foz do Iguaçu    |               |               |               |
| 9ª  | 2017      | Maringá              | Cascavel       | Rio Branco       | Toledo           |               |               |               |
| —   | 2018      | Não disputada        | Não disputada  | Não disputada    | Não disputada    | Não disputada | Não disputada | Não disputada |
| 10ª | 2019      | Nacional             | São-Joseense   | Apucarana Sports | Foz do Iguaçu    |               |               |               |
| —   | 2020–2024 | Não disputada        | Não disputada  | Não disputada    | Não disputada    | Não disputada | Não disputada | Não disputada |
| 11ª | 2025      | A definir            | A definir      | A definir        | A definir        |               |               |               |

### Títulos por equipe
| Clube                               | Campeão | Anos dos Títulos | Vice | Anos dos Vices |
| ----------------------------------- | ------- | ---------------- | ---- | -------------- |
| Athletico (Curitiba)                | 2       | 1998, 2003       | 0    |                |
| Maringá (Maringá)                   | 2       | 2015, 2017       | 0    |                |
| Londrina (Londrina)                 | 1       | 2008             | 2    | 1999, 2007     |
| Grêmio Maringá (Maringá)            | 1       | 1999             | 1    | 1998           |
| Roma Apucarana (Apucarana)          | 1       | 2006             | 0    |                |
| J.Malucelli (Curitiba)              | 1       | 2007             | 0    |                |
| Operário Ferroviário (Ponta Grossa) | 1       | 2016             | 0    |                |
| Nacional (Rolândia)                 | 1       | 2019             | 0    |                |
| Coritiba (Curitiba)                 | 0       |                  | 1    | 2003           |
| Iraty (Irati)                       | 0       |                  | 1    | 2006           |
| Cianorte (Cianorte)                 | 0       |                  | 1    | 2008           |
| Toledo (Toledo)                     | 0       |                  | 1    | 2015           |
| Andraus (Campo Largo)               | 0       |                  | 1    | 2016           |
| FC Cascvel (Cascavel)               | 0       |                  | 1    | 2017           |
| São Joseense (São José dos Pinhais) | 0       |                  | 1    | 2019           |

* Em itálico, clubes extintos. 

### Títulos por cidade
| Cidade               | Títulos | Vices |
| -------------------- | ------- | ----- |
| Curitiba             | 3       | 1     |
| Maringá              | 3       | 1     |
| Londrina             | 1       | 2     |
| Apucarana            | 1       | 0     |
| Ponta Grossa         | 1       | 0     |
| Rolândia             | 1       | 0     |
| Irati                | 0       | 1     |
| Cianorte             | 0       | 1     |
| Toledo               | 0       | 1     |
| Campo Largo          | 0       | 1     |
| Cascavel             | 0       | 1     |
| São José dos Pinhais | 0       | 1     |